# Rotberg (Schönefeld)
Rotberg (bis 1938 Rotzis) ist ein Gemeindeteil des Ortsteils Waltersdorf der Gemeinde Schönefeld im Landkreis Dahme-Spreewald (Brandenburg). Rotberg war bis zur Eingemeindung nach Waltersdorf 1998 eine selbständige Gemeinde.

## Lage
Rotberg liegt südlich von Berlin unweit des Flughafens Berlin Brandenburg im Land Brandenburg, etwa 5,5 km südsüdöstlich dem Ortskern von Schönefeld und etwa 3,5 km südwestlich von Waltersdorf. Die Gemarkung Rotberg grenzt(e) im Norden an die Gemarkungen Diepensee (devastiert) und Waltersdorf, im Osten an die Gemarkung Kiekebusch, im Süden an die Gemarkung Brusendorf, im Südwesten an die Gemarkung Groß Kienitz und im Nordwesten an die Gemarkung Selchow. Der Ortskern liegt auf 40 m ü. NHN. Südlich des Ortskern liegt der Rotberger Flutgraben, die sich auf der Gemarkung von Kiekebusch zunächst mit dem Karlshofer Flutgraben und dann mit dem Selchower Flutgraben vereinigt. er mündet dann in den Brennereigraben zwischen Kiekebusch und Waltersdorf. Im Norden der Gemarkung finden sich im Bereich des Selchower Flutgraben, der hier die Gemarkung quert, zwei nennenswerte Stillgewässer, künstlich angelegte Teiche. Unmittelbar südwestlich des Ortskerns ist im Messtischblatt 1.25.000 (um 1900) ein kleiner Teich eingezeichnet, der inzwischen trockengelegt ist. Ein weiterer sehr kleiner Teich liegt am südlichen Gemarkungsrand (Langer Wiesen-Pfuhl).
Der Ort ist über die L402 von Groß Kienitz zu erreichen; die Straße führt weiter nach Kiekebusch. Auf der Gemarkung von Rotberg liegt der Wohnplatz Tollkrug. Allerdings gehören hier auch einige Häuser des Wohnplatzes zu Groß Kienitz.

## Geschichte
Im Jahr 1318 wurde der wahrscheinlich von deutschen Kolonisten gegründete Ort Rotberg als Rodeses erstmals urkundlich erwähnt. Der Ortsname kann sich vom deutschen Wort für Rodung ableiten wie auch vom slawischen rot, was so viel wie nasses Gelände bedeutet. Möglicherweise gab es daher zuvor schon eine slawische Siedlung. Allerdings liegen bisher keine slawischen Funde vor. Nach der Dorfform ist es ein durch Gutsbildung deformiertes Straßendorf. Der Name entwickelte sich weiter über Rodensees (1372), Rodense/Rodeses (1375), Rodcis (1395), Rothcitcz (1428), Rotzes (1450), Rotzsisz (1454) zu Rotzschidcz (1472). 1541 wurde der Ortsname Ratzis geschrieben, von 1542 ist die Schreibweise Rotzius überliefert.

### 14. Jahrhundert
Am 4. April 1318 einigten sich die Dorfherren von Rotzis und Kiekebusch, dass ihre Bauern gemeinsam Gräben ziehen und diese Gräben auch regelmäßig räumen sollten, um das Wasser aus dem Luch (südlich vom Dorfkern) abzuleiten, „damit die Leute nicht in Verderb und Armuth geraten“. Die Sommer des Jahrzehnts von 1311 bis 1320 waren im Durchschnitt sehr nass und vergleichsweise kalt. Der Winter 1317/18 war lang und kalt mit viel Schnee. Es ist anzunehmen, dass das Wasser im Luch südlich Rotberg sehr hoch stand und daher durch Gräben abgeleitet werden musste.
1355 schenkte der Berliner Bürger und Kaufmann Henning zur Ausstattung des Altars der Heiligen Dreikönige in der Nicolaikirche in Berlin, die Abgaben von sechs Hufen in Rotzis, die von den Bauern Hug und Dam bewirtschaftet wurden. Im selben Jahr bestätigte Markgraf Ludwig „der Römer“ diese Ausstattung des Dreikönigsaltars in der Nikolaikirche in Berlin mit acht Frusta Jahreszins, von sechs Hufen in Rotzis und vier Hufen in Waltersdorf.
Am 21. Februar 1371 stellte der Ortsherr von Rotzis Henning von Sticken einen Lehnbrief über vier Hufen im Dorf Rotzis für Klaus Dielße aus; die vier Hufen hatten vorher die Brüder Bernhard und Clemens Wildberg zu Lehne, Am 11. Februar 1372 gewährte Friedrich von Torgau, Herr zu Zossen den Einwohnern von Rotzis Holzungsrechte gegen einen Zins in einer ihm gehörenden Heide zwischen Pramsdorf, Dabendorf und Mittenwalde (südlich des Zülowkanals), 1597 war diese Heide abgeholzt und der damalige Ortsherr Henning Reiche bat den Kurfürsten Johann Georg (als Herr des Amtes Zossen), den Bauern für den weiter zu entrichtenden Holzhafer (= Zins) stattdessen Wiesen anzuweisen.

„Rodense sunt 40 mansi, quorum plebanus habet 3, prefectus habet 6 mansos, quorum 4 sunt liberi a pacto, censu et servicio curruum, eciam sunt liberi a precaria quam diu equitat ad scampnum iudicii, alii duo sunt tantum liberi a precaria et servicio, sed dant pactum et censum. Quilibet mansus in retroactis temporibus dedit 8 modios, sed modo dat 6 modios in pactum; item dat 2 solidos ad censum et 5 solidos in precariam. Petrus Blankenvelde habet pactum de 5 mansis et censum. Tylo Glaze habet de 11 mansis pactum et censum. Nicolaus Bartolomeus de 10 mansis pactum et censum. Isti tres sunt cives in Berlin et in Colne. 6 mansi cum pacto et censu appropriati sunt ad altare trium regum in ecclesia sancti Nicolai in Berlin. Prefectus ibidem de uno manso habet pactum siliginis et Petrus Blankenvelde habet pactum avene et ordei de eodem cum censu. Tylo et Henningh de Sticken habent precariam cum servicio curruum, iudicium supremum et infimum cum iure patronatus, quousque buriste possunt recordari. 8 sunt curie cossatorum, quelibet dat 1 solidum agricollis et 1 pullum illis de Sticken. Eciam quelibet curia per totam villam dat 1 pullum et accipiunt habentes pactum. Taberna nichil dat, nisi quando venditur, tunc pro collacione dat prefecto 5 solidos. Dominum marchionem non recordantur ibi aliquid habuisse. Molendinum dat ecclesie 9 modios siliginis.“

Nach dem Landbuch von 1375 hatte Rotzis 40 Hufen, von denen der Pfarrer drei freie Hufen hatte. Der Schulze hatte sechs Hufen, von denen vier pacht- und zinsfrei waren, auch waren sie von den Wagendiensten befreit. Er musste auch keine Bede für diese Hufen entrichten, solange er als Richter zum Gerichtssitz ritt. Für die restlichen zwei Hufen musste er aber Pacht und Zins entrichten, ansonsten waren sie aber von Bede und Diensten befreit, Die restlichen bäuerlichen Hufen hatten in der Vergangenheit Abgaben in Höhe von acht Scheffeln an Pacht gehabt, jetzt (1375) aber nur noch sechs Scheffel. Außerdem musste für jede Hufe zwei Schillinge Zins und fünf Schillinge Bede entrichtet werden. Vermutlich sind aber die Abgaben hier im Landbuch nur unvollständig aufgeführt, denn 1428 musste jede Hufe sechs Scheffel Roggen, sechs Scheffel Hafer und zwei Scheffel Gerste und drei Groschen Zehend entrichten (oder die Abgaben wurden später wieder erhöht).
Petrus Blankenvelde war berechtigt, Pacht und Zins von fünf Hufen einzuziehen. Tylo Glaze bezog die Pacht und den Zins von elf Hufen, und Nicolaus Bartolomeus stand Pacht und Zins von zehn Hufen zu. Die drei Genannten waren Bürger von Berlin und Cölln. Sechs Hufen entrichteten Pacht und Zins an den Dreikönigsaltar in der Nicolaikirche in Berlin, den der Berliner Bürger Henning 1355 gestiftet hatte. Von einer Hufe hatte der Schulze den Roggenanteil an der Pacht, Petrus Blankenvelde hatte Hafer und Gerstenabgabe sowie den Zins.
Rotzis gehörte den Brüdern Tilo und Henning von Sticken/Stücken mit dem Ober- und Untergericht, den Wagendiensten, der Bede und dem Patronat über die Kirche im Dorf. Es gab acht Kossätenhöfe, von denen jeder einen Schilling an die Bauern geben musste sowie je ein Huhn an die Ortsherren. Außerdem hatte jeder bäuerliche Hof ein Rauchhuhn abzuliefern. Der Krug war abgabenfrei, sollte er aber verkauft werden, war eine Gebühr von 5 Schillingen fällig, die dem Schulzen zu bezahlen war. Der Markgraf besaß ihm Dorf nichts (mehr), und niemand konnte sich daran erinnern, dass er jemals etwas im Dorf besessen hatte. Die Abgabe der Mühle in Höhe von 9 Scheffel Roggen kam der Kirche zugute.

### 15. und 16. Jahrhundert
1428 hatte Friedrich von Wilmersdorf von seinem verstorbenen Vater Kuno geerbt u. a. fünf Stücke Geld an sechs Groschen zu Rotzis.
Nach dem Schossregister von 1450 gehörte das Dorf dem Markgrafen. Auch hier muss davon ausgegangen, dass die von Sticken keine männlichen Lehnserben hatten und das Dorf deshalb an den Markgrafen zurückgefallen war. Nach diesem Verzeichnis hatte lediglich noch der Pfarrer drei Freuhufen, die anderen Hufen zinsten jeweils 5 Scheffel Roggen, 2 Scheffel Gerste und 6 Scheffel Hafer sowie 6 Groschen. Außerdem musste für jede Hufe ein halber Scheffel Roggen, ein halber Scheffel Gerste und ein Scheffel Hafer an Bede gegeben werden. Die Kossäten mussten 15 Groschen bezahlen. Die Mühle zinste der Kirche.
1454 verlieh Kurfürst Friedrich seinem Küchenmeister Ulrich Zeuschel Lehnstücke, die früher Thile Glasow besessen hatte zu Mannlehen, darunter in Rotzis vom Schultenhof mit zwei Hufen, zwölf Scheffel Roggen, zwölf Scheffel Hafer vier Scheffel Gerste und sechs Groschen, vom Hof des Bartholomeus Dalewitzmit drei Hufen 18 Scheffel Roggen, 18 Scheffel Hafer, 6 Scheffel Gerste und 9 Groschen Zehnt, vom Hof des Jacoff Laurenz mit einer Hufe sechs Scheffel Roggen, sechs Scheffel Hafer, zwei Scheffel Gerste und 3 Groschen Zehnt, vom Hof des Hans Laurenz mit vier Hufen ein Wispel Roggen, ein Wispel Hafer, acht Scheffel Gerste und 12 Groschen vom Zehnt. Diese Abgaben waren wohl an den Markgrafen heim gefallen. Zeuschel starb zwischen 1466 und 1481. Diese Abgaben kamen danach direkt (Mannlehen!) in den Besitz des Otto von Milow, der sie 1517 an Joachim Reiche verkaufte.
1463 belehnte Kurfürst Friedrich II. Bartholomeus Bergholz mit Ruhlsdorf und verschiedenen anderen Hebungen, darunter in Rotzis vom Hof des Achim Steinhus mit 2 Hufen 12 Scheffel Roggen, 12 Scheffel Hafer, 4 Scheffel Gerste, 6 Groschen und den Zehnt, vom Hof des Peter Mittelstraß mit zwei Hufen, 12 Scheffel Roggen, 12 Scheffel Hafer, 4 Scheffel Gerste, 6 Groschen und den Zehnt, vom Krug mit einer Hufe 6 Scheffel Roggen, 6 Scheffel Hafer, 2 Scheffel Gerste und 3 Groschen, vom Hof des Jorgen Dames mit einer Hufe, 6 Scheffel Roggen, 6 Scheffel Hafer, 2 Scheffel Gerste und 3 Groschen. Diese Hebungen waren schon vor 1450 im Besitz der Mußloff zu Waßmannsdorf gewesen. Bergholz verkaufte sie bald darauf an Michael von Aken, der sie 1487 an Joachim Reiche weiter veräußerte.
1478 belehnte Kurfürst Albrecht Cone und Hans von Wilmersdorf u. a. auch mit den Zehnten und Rauchhühnern von drei Höfen mit 10 Hufen in Rotzis.
Am 21. Januar 1487 erhielt der Berliner Bürger Joachim Reiche (der Ältere) einen Lehnbrief von Kurfürst Johann über einige Besitzungen und Einkünfte in Rotzis, die er von Michael von Aken gekauft hatte. Am 15. Oktober 1517 konnte sein Sohn Joachim Reiche der Jüngere weitere Lehnstücke von Otto von Milow erwerben, und erhielt die Belehnung mit diesen durch Kurfürst Joachim I. Kurfürst Joachim II. bestätigte 1543 diese Einkünfte.
Noch vor 1553 muss Jakob von Rochow auf der Burg Zolchow in den Besitz von Rotzis gekommen sein, denn am 21. Februar 1553 belehnte er Joachim und Hieronymus Reiche, beide Berliner Bürger mit dem Dorf Rotzis. Nach dem Historischen Ortslexikon waren die Reiche schon vor 1522 im Besitz von ganz Rotzis, vermutlich schon als Afterlehnsleute der von Rochow auf Golzow.
Nach dem Visitationsprotokoll von 1541 waren die Reichen die Patrone der Kirche. Ortsherr 1597 und 1603 war Henning Reiche. Dieser Henning Reiche erwarb 1589 das Lehnschulzengut und zwei weitere Höfe und bildete daraus ein Vorwerk bzw. einen Rittersitz mit 8 Hufen. 1603 erhielt Henning Reiche die 8 Hufen als freie Hufen. Henning Reiche war Lehensmann des Wolf Dietrich von Rochow (1577–1653).
1553 gab es vier Vierhufenhöfe, drei Dreihufenhöfe, drei Zweihufenhöfe (inkl. Krüger) und drei Kossäten (inkl. des Kossäten des Krügers) und eine Mühle in Rotzis. Das Schulzengut war 1522 erblich geworden.
Ein kleiner Teil von Rotzis war dem Markgrafen verblieben. Das Amt Mühlenhof besaß 1591 Abgaben vom Schulzengut und drei Leuten. Auch die Straube besaßen Abgaben vom Schulzengut, zwei Höfen sowie den Dienst von einem wüsten Hof (1610). Sie könnten nur wenig später (um 1613) in den Besitz der Familie Beyer gekommen sein.

### 17. bis 18. Jahrhundert
1620 verschrieb der brandenburgische Markgraf Georg Wilhelm dem Ernst von der Groeben zu Kotzeband (seit 1684 Bötzow), Hauptmann zu Zossen und Trebbin, das Angefälle am Gut Rotzis.
1645 existierte ein zweiter Rittersitz mit 4¼ Hufen in Rotzis, der der Familie Beyer gehörte. Der andere Rittersitz mit nun 8¾ Hufen war nun wieder im direkten Besitz des Wolf Dietrich von Rochow. 1647 konnte er auch den Rittersitz der Beyer erwerben. Die Pächte vom Rittersitz und die Pächte von drei Bauernhöfen, hatten die Beyer sich vorbehalten. Sie dürften jedoch später auch in den Besitz der von Rochows gekommen sein. Der Dreißigjährige Krieg verwüstete auch Rotzis schwer. 1652 gab es noch fünf Bauern mit fünf Söhnen (von den ursprünglich neun Bauern vor dem Krieg). Außerdem wohnten damals in Rotzis zwei Knechte, ein Schneider und zwei Kossäten mit drei Söhnen.
1649 gehörte Rotzis schon dem Otto Christoph (der Ältere) von Rochow († 1659); er war Kommendator in der Johanniterkommende Werben. 1675 lieh sich Otto Christoph (der Jüngere) von Rochow 1.000 Taler von Johann Georg Appel. 1684 verkaufte Otto Christoph von Rochow schließlich Rotzis an Egidius Kretschmer. 1686 übergab dieser Rotzis an Johann Georg Appel. Dessen Erben waren seine Söhne Johann Gustav, Karl Sigismund und Ludwig Christian Günther von Appel. 1704 verkaufte Johann Gustav von Appel seinen Anteil an Rotzis an seinen Bruder Ludwig Ernst Günther, später königlicher Kämmerer Ludwig Christian Günther Baron von Appel. Der dritte Bruder Karl Sigismund verkaufte seinen Anteil an Rotzis dann 1710 ebenfalls an den Bruder Ludwig Ernst Günther.
1711 setzte sich die Einwohnerschaft von Rotzis wie folgt zusammen: sechs Bauern, zwei Kossäten, ein Schmied, ein Hirte, ein Schäfer, ein Knecht, der Junge und drei Paar Hausleute. Jede der 27 zinspflichtigen Hufen zinste acht Groschen. 1717 verglich sich Baron von Appel mit Ernst Ludwig von Beeren wegen der Gerichtsgrenzen von Rotzis und Waltersdorf. Ludwig Ernst Günther Baron von Appel veräußerte Rotzis schließlich 1724 für 24 Jahre auf Wiederkauf an Gottfried Emanuel von Einsiedel.
Am 2. Juni 1729 verkaufte der damalige Major und spätere Generalleutnant Gottfried Emanuel von Einsiedel Dorf und Vorwerk Rotzis für 32.000 Taler an den brandenburgischen Kurfürsten und König in Preußen Friedrich Wilhelm I. Zusammen mit dem bereits 1727 erworbenen Dorf Kiekebusch bildete er das Amt Rotzis innerhalb seiner Herrschaft Königs Wusterhausen.
Im Jahr 1734 hatte Rotzis 128 Einwohner. 1745 waren für einige Zeit nur noch vier Bauern und zwei Kossäten in Rotzis ansässig. Die Windmühle ist nun erstmals erwähnt. Daneben bestand noch das Amtsvorwerk. 1771 standen im Dorf sechs Giebel (= Wohnhäuser). Außerdem wird ein Schmied, ein Hirte und ein paar Hausleute erwähnt.

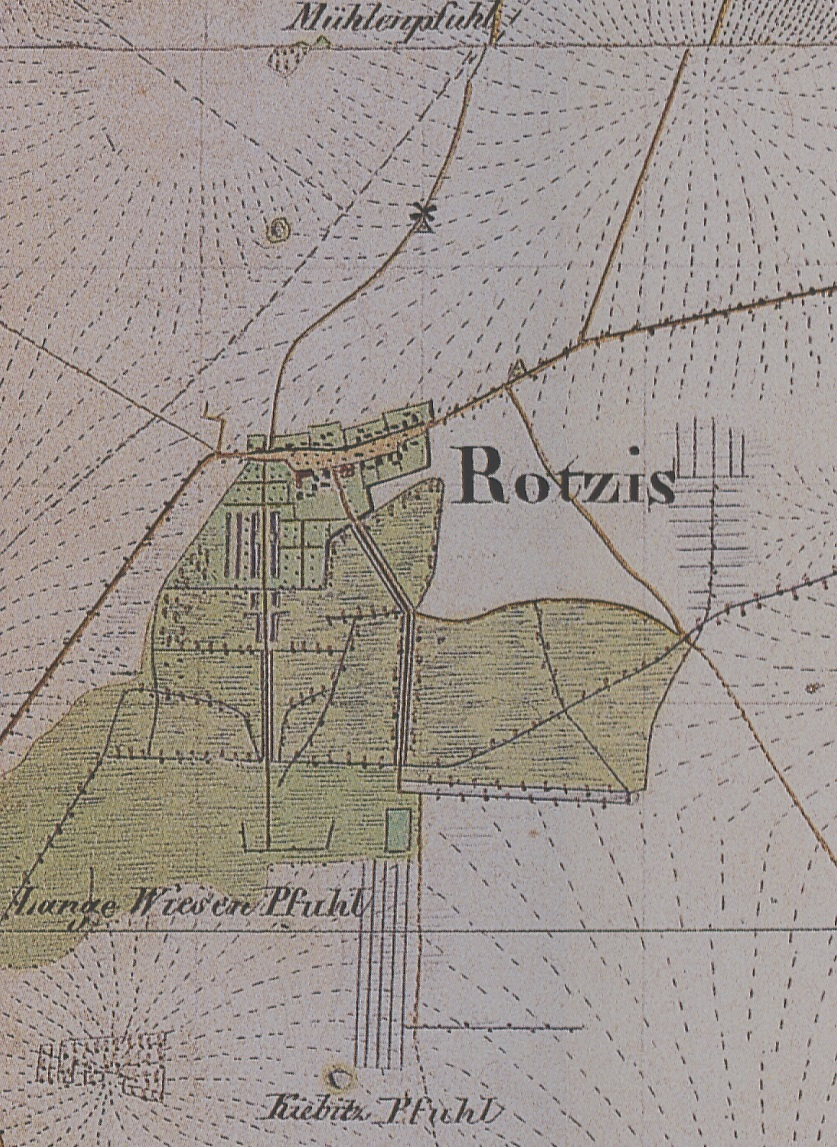
Rotberg/Rotzis auf dem Urmesstischblatt 3647 Zeuthen von 1839

### 19. bis 21. Jahrhundert
Im Jahr 1801 war Rotzis ein Dorf mit Amtssitz und Vorwerk. Die Bevölkerung bestand aus vier Bauern(-Familien), drei Kossäten-(Familien), drei Büdnern, sieben Einliegern, einem Krüger und einem Müller. Bratring nennt 27 Bauernhufen und 13 Ritterhufen. Insgesamt gab es 19 Feuerstellen (= Wohnhäuser). Das Dorf hatte damals einschließlich des Tollkrugs, der nicht lange zuvor auf der Feldmark nahe der Grenze zu Großkienitz entstanden war, 124 Einwohner.
Eine Schule findet erstmals 1818 Erwähnung. 1833 ist ein Schützenhaus genannt. Mit der Finanzierung eines Dammbaus bei Rotzis war Otto von Bismarck als Rechtsreferendar bei der Potsdamer Provinzialregierung 1837/1838 befasst. 1840 zählte man in Rotzis schon 21 Wohnhäuser.
1858 hatten die sieben Hofeigentümer und der Pächter des Vorwerks insgesamt 25 Knechte und Mägde und beschäftigen zudem bei Bedarf 16 Tagelöhner. Von den 12 nebengewerblichen Landwirten beschäftigten immerhin vier noch eine Magd. Weiter wohnten in Rotzis 12 Arbeiter und zwei Bediente. An Handwerkern und Dienstleister konnte Rotzis einen Schneidermeister, einen Stellmachermeister, einen Maurergesellen, einen Grobschmiedemeister mit einem Gesellen, einen Müller und einen Schankwirt aufweisen.
1860 standen im Ort zwei öffentliche Gebäude, 21 Wohnhäuser und 27 Wirtschaftsgebäude, darunter eine Getreidemühle (ohne den Tollkrug). Zum Gutsbezirk gehörte ein Wohnhaus und fünf Wirtschaftsgebäude, darunter eine Brennerei. 1871 gehörten zum Gutsbezirk 13 Wohngebäude mit 112 Einwohnern, zum Gemeindebezirk 20 Wohngebäude mit 170 Einwohnern. Zum Gemeindebezirk gehörte auch der Tollkrug mit seinen neun Einwohnern. Die große Diskrepanz in den Angaben zum Gutsbezirk zwischen 1860 und 1871 kann nicht erklärt werden.
Die Freiwillige Feuerwehr Rotberg gründete sich im Jahr 1891. Im Jahr 1900 lebten bereits 283 Einwohner im Ort, die sich auf 46 Haushalte verteilten. Im Gemeindebezirk standen 30 Wohnhäuser, im Gutsbezirk sechs Wohnhäuser. Bis 1930 war die Zahl der Wohnhäuser auf 38 angestiegen. Am 16. Oktober 1937 wurde auf Beschluss des Gemeinderates hin die 314 Einwohner starke Gemeinde von Rotzis in Rotberg umbenannt, was mit Beginn des nachfolgenden Jahres wirksam wurde. 1939 gab es sieben land- und forstwirtschaftliche Betriebe mit einer Größe von 20 bis 100 ha, 27 hatten eine Größe von 10 bis 20 ha, ein Betrieb 5 bis 10 ha und vier Kleinstbetriebe von 0,5 bis 5 ha.
Im März 1943 zählte Rotberg 360 Einwohner. Im Jahr 1947 wurden in Rotberg 383 Einwohner registriert, davon 160 sogenannte Umsiedler aus den bisherigen Ostgebieten des Deutschen Reiches.
Nach dem Zweiten Weltkrieg wurden 33 ha Forst enteignet und 23 ha neu versteilt auf insgesamt 11 Betriebe. Schon 1953 gründe sich die erste LPG Typ III mit 13 Mitgliedern und 85 ha Nutzfläche. 1960 hatte sie schon 86 Mitglieder und bewirtschaftete 554 ha Nutzfläche. 1975 schlossen sich die LPG's in Rotberg, Diepensee und Kiekebusch zusammen mit Betriebssitz in Rotberg.
| Bevölkerungsentwicklung von 1734 bis 1997 | Bevölkerungsentwicklung von 1734 bis 1997 | Bevölkerungsentwicklung von 1734 bis 1997 | Bevölkerungsentwicklung von 1734 bis 1997 | Bevölkerungsentwicklung von 1734 bis 1997 | Bevölkerungsentwicklung von 1734 bis 1997 | Bevölkerungsentwicklung von 1734 bis 1997 | Bevölkerungsentwicklung von 1734 bis 1997 | Bevölkerungsentwicklung von 1734 bis 1997 | Bevölkerungsentwicklung von 1734 bis 1997 | Bevölkerungsentwicklung von 1734 bis 1997 | Bevölkerungsentwicklung von 1734 bis 1997 | Bevölkerungsentwicklung von 1734 bis 1997 | Bevölkerungsentwicklung von 1734 bis 1997 | Bevölkerungsentwicklung von 1734 bis 1997 | Bevölkerungsentwicklung von 1734 bis 1997 | Bevölkerungsentwicklung von 1734 bis 1997 | Bevölkerungsentwicklung von 1734 bis 1997 | Bevölkerungsentwicklung von 1734 bis 1997 |
| ----------------------------------------- | ----------------------------------------- | ----------------------------------------- | ----------------------------------------- | ----------------------------------------- | ----------------------------------------- | ----------------------------------------- | ----------------------------------------- | ----------------------------------------- | ----------------------------------------- | ----------------------------------------- | ----------------------------------------- | ----------------------------------------- | ----------------------------------------- | ----------------------------------------- | ----------------------------------------- | ----------------------------------------- | ----------------------------------------- | ----------------------------------------- |
| Jahr                                      | 1734                                      | 1772                                      | 1801                                      | 1817                                      | 1840                                      | 1858                                      | 1871                                      | 1895                                      | 1910                                      | 1925                                      | 1939                                      | 1946                                      | 1964                                      | 1971                                      | 1981                                      | 1991                                      | 1998                                      |                                           |
| Einwohner                                 | 128                                       | 91                                        | 124                                       | 116                                       | 152                                       | 181                                       | 170                                       | 286                                       | 243                                       | 314                                       | 308                                       | 396                                       | 295                                       | 291                                       | 213                                       | 180                                       | 417                                       |                                           |

## Kommunale Geschichte
Rotzis gehörte zur historischen Landschaft Teltow bzw. zum historischen Teltowischen Kreis der Mark Brandenburg. Mit der Kreisreform von 1816 wurde dieser Kreis mit der ehemaligen Herrschaft Storkow zusammen gelegt zum Kreis Teltow-Storkow. Dieser Kreis wurde 1835 wieder aufgelöst und der ursprüngliche Umfang des Kreises Teltow wieder hergestellt. Mit der Kreisreform von 1952 wurde Rotberg dem neu geschaffenen Kreis Königs Wusterhausen im Bezirk Potsdam zugeordnet. nach der Wende wurde der Kreis Königs Wusterhausen 1993 zusammen mit den Kreisen Luckau und Lübben zum neuen Landkreis Dahme-Spreewald vereinigt.
Mit der Bildung der Gutsbezirke wurde Rotzis in einen Gemeindebezirk und einen Gutsbezirk geteilt. 1860 umfasste der Gutsbezirk 1704 Morgen, davon 3 Morgen Gehöfte, 28 Morgen Gartenland, 1479 Morgen Acker, 111 Morgen Wiese, 37 Morgen Weide und 46 Morgen Walde. Der Gemeindebezirk umfasste lediglich 992 Morgen, davon 20 Morgen Gehöfte, 33 Morgen Gartenland, 812 Morgen Acker, 20 Morgen Wiese und 107 Morgen Weide. Zum Gemeindebezirk gehörte auch der Wohnplatz Tollkrug. Mit der Auflösung der Ämter 1872 wurden Amtsbezirke gebildet. Gemeindebezirk und Gutsbezirk Rotzis kam zum Amtsbezirk 32 Groß Kienitz. Amtsvorsteher war Oberamtmann Koehler auf Karlshof, sein Stellvertreter von Randow in Brusendorf. Erst 1928 wurden Gemeinde- und Gutsbezirk zur Landgemeinde Rotzis vereinigt. Zum 1. Januar 1938 wurde Rotzis in Rotberg umbenannt. Nach der Wende wurden zur Verwaltung der vielen, oft sehr kleinen Gemeinden Ämter gebildet. Rotberg schloss sich mit sieben anderen Gemeinden zum Amt Schönefeld zusammen. Am 19. April 1998 wurde in einem Vertrag der Zusammenschluss der Gemeinden Rotberg und Waltersdorf geregelt, mit dem die Selbstständigkeit des Dorfes endete und Rotberg ein Ortsteil von Waltersdorf wurde. Die Gemeinde Waltersdorf wurde schließlich 2003 nach Schönefeld eingemeindet und das Amt Schönefeld aufgelöst. Seitdem ist Rotberg lediglich noch ein Gemeindeteil im Ortsteil Waltersdorf der Gemeinde Schönefeld und damit ohne eigene kommunalpolitische Vertretung.

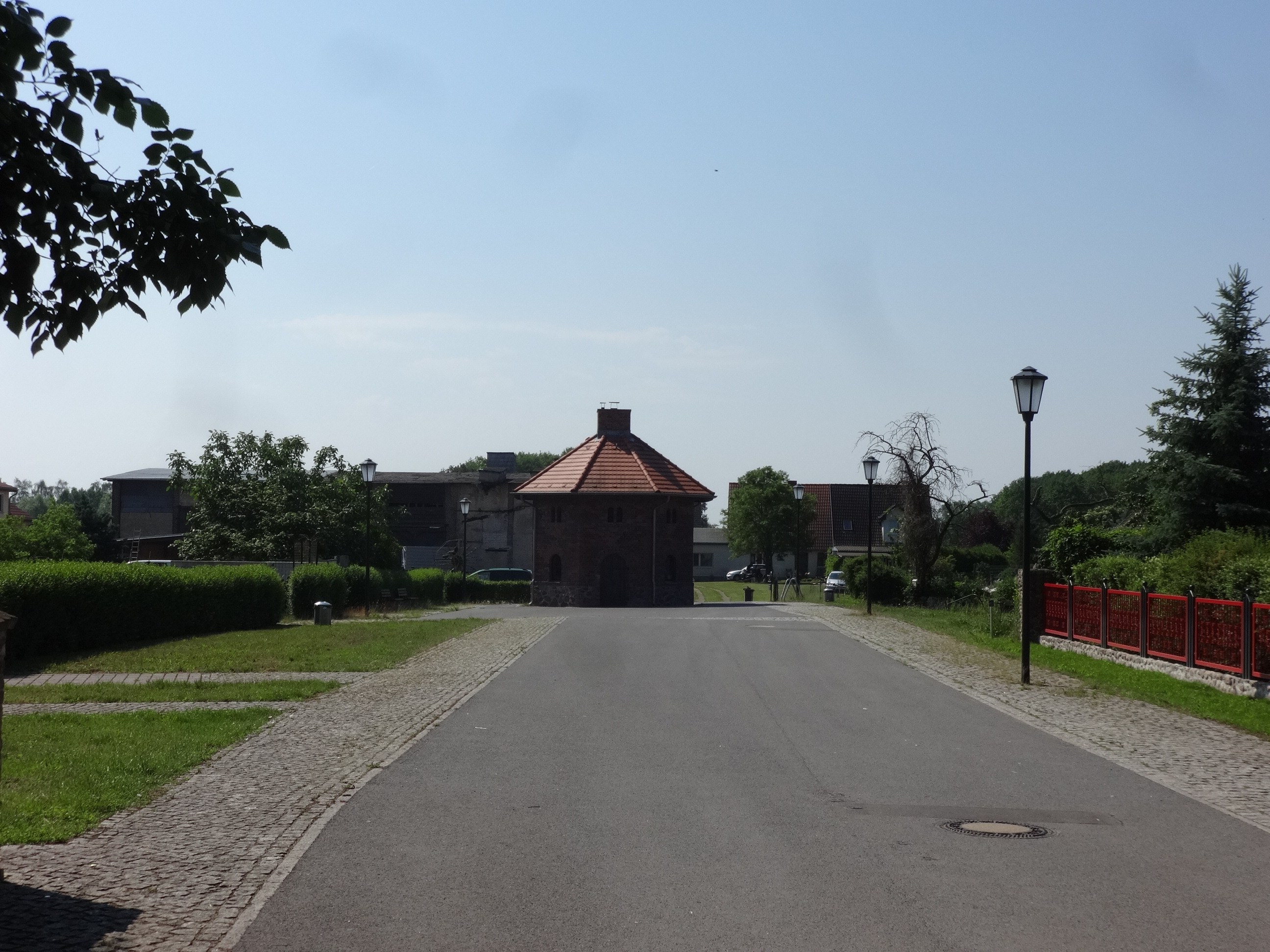
Dorfplatz und Backhaus in Rotberg

Anfang 2008 entstand ein neuer Ortsteil Rotberg-Süd, wohin Einwohner des Dorfes Kienberg umgesiedelt wurden, das infolge des Ausbaus des Flughafens Schönefeld zum Flughafen Berlin Brandenburg aufgegeben wurde. Die Straßenlagen in dieser Siedlung entsprechen der des früheren Kienberg.

## Kirchliche Geschichte
Rotzis war im Mittelalter Mutterkirche wie die drei Pfarrhufen zeigen. 1395 wird der Pfarrer von Rotzis Johannes Schramme in einer Urkunde genannt. Rotzis gehörte damals zur Sedes Mittenwalde des Bistums Brandenburg an der Havel. 1800 gehörte Rotberg zur Inspektion Königs Wusterhausen, 1900 zur Superintendentur Königs Wusterhausen. 1541 und 1639 wurde Rotzis von Selchow aus kuriert. 1690, 1800 und 1900 war Rotberg Tochterkirche von Kiekebusch. 1541 hatte der Pfarrer drei Hufen und 2 Rucken Land, der Kirche gehörte eine halbe Hufe. Pfarrhufen und Kirchenhufe waren verpachtet. Von einer Wiese kam ein Fuder Heu ein. Der Pfarrer erhielt von 37 Hufen Scheffelkorn. 1639 waren die drei Pfarrhufen zum Rittergut gezogen. Sie sollten dem Pfarrer jedoch wieder gegeben werden. 1681 war das Pfarrhaus in ein Müllerhaus umgewandelt worden. Der Gutsherr sollte dem Küster jährlich 16 Scheffel Roggen liefern.
Derzeit (2019) gehörte die evangelische Kirchengemeinde zum Pfarrsprengel Selchow im Evangelischen Kirchenkreis Neukölln im Sprengel Berlin.

## Die Windmühle von Rotzis
Eine lange Geschichte hat die verschwundene Windmühle in Rotzis. Sie stand in der Mühlenstraße, etwas außerhalb nördlich des Ortskerns und gehörte zum Gut Rudow (heute Berlin-Rudow).
Bereits im Landbuch von 1375 ist eine Mühle erwähnt. Ob es sich dabei bereits um eine Windmühle handelte, ist nicht bekannt. Eine Wassermühle kann nur am Rotberger Flutgraben gelegen haben. Ob dazu aber die Wasserführung ausreichte? Diese Mühle ist 1450, 1553, 1608 und 1624 urkundlich genannt. Sie wurde vermutlich im Dreißigjährigen Krieg zerstört, 1652 und 1711 ist keine Mühle mehr erwähnt. Allerdings muss auch in dieser Zeit eine Mühle existiert haben, ob Wasser- oder Windmühle, denn von 1656 und 1674 sind Müller in Rotzis genannt. 1728 ist nun eine Windmühle in Rotzis genannt; sie wurde in diesem Jahr an den von Appel verkauft. Auch für 1745 ist eine Windmühle dokumentiert. Auf der Schmettauschen Karte von 1767/87 ist die Windmühle nördlich des Ortskerns eingetragen, also am Standort der Windmühle wie sie in den Messtischblättern verzeichnet ist. 1816 war die Windmühle eingestürzt und der Müller geflohen.
Wann genau die Windmühle abgerissen wurde, ist nicht bekannt. Im Messtischblatt 1:25.000 Nr. 3647 Zeuthen von 1930 ist sie bereits nicht mehr verzeichnet.

### Müller
- 1656 Andreas Otto, Müller[29]
- 1674 Georgius Winter, Mühlenmeister[30]
- um 1680 Michaelis Tile, Müller[31]
- 1759 Müller Gaede
- 1822, 1839 Friedrich Wilhelm Daehne[35]
- 1853 Witwe Daehne
- 1865 Carl Ludwig Daehne, Müllermeister

## Das Amt Rotzis
Am 5. Juni 1727 kaufte der brandenburgische Kurfürst und König in Preußen Friedrich Wilhelm I. das Dorf und Vorwerk Kiekebusch für 20.000 Taler von Major Ernst Ludwig von Beeren. Am 2. Juni 1729 folgte Dorf und Vorwerk Rotzis, das von Major Gottfried Emanuel von Einsiedel für 32.000 Taler erworben wurde. Die beiden Dörfer wurde zum Amt Rotzis zusammengefasst. Außerdem wurde vor 1800 der Tollkrug auf Amtsgebiet errichtet. Um 1839 wurde das Amt Rotzis in ein Rentamt umgewandelt und gemeinsam mit dem Amt Königs Wusterhausen verwaltet. Die Vorwerke wurden zunächst zusammen an Amtmann Karl Friedrich Ackermann verpachtet, ab etwa 1860 an zwei Pächter vergeben. Die Polizeigewalt über die beiden Vorwerke und die Ortschaften Rotzis und Kiekebusch wurde 1839 dem Pächter Ackermann übergeben. 1872 wurde das Amt Rotzis aufgelöst.

## Das Vorwerk Rotzis
Adolph Frantz gibt die Größe des Vorwerkes in Rotzis 1863 mit 1704 Morgen an, davon 1479 Morgen Acker, 111 Morgen Wiesen, 47 Morgen Weide und 17 Morgen Wald. Das General-Adressbuch der Ritterguts- und Gutsbesitzer im Deutschen Reiche von 1879 gibt nun die Größe in Hektaren an. Das Vorwerk in Rotzis hatte nach diesem Werk eine Gesamtgröße von 421,90 ha, davon waren 377,84 ha Acker, 40,13 ha Wiesen, 1,73 ha Hutung, 1,61 ha Wald und 0,59 ha Wasser. An industriellen Anlagen ist eine Brennerei aufgeführt. Der Grundsteuerreinertrag war mit 6120,01 Mark angesetzt. Bewirtschaft wurde das Gut von Oberamtmann Wilhelm Zacher. Leicht abweichende Zahlen gibt das Handbuch des Grundbesitzes im Deutschen Reiche von 1885 an. Danach hatte das Vorwerk eine Gesamtgröße von 431 ha, davon 385 ha Acker, 41 ha Wiesen, 2 ha Hutung, 2 ha Wald und ein ha Wasser. Der Grundsteuerreinertrag ist mit 6120 Mark angegeben. Pächter war Wilhelm Zacher, dessen Grabstein sich auf dem ehemaligen Friedhof um die Rotberger Kirche erhalten hat. 1914 ist der Tierbestand mit 25 Pferden, 69 Stück Rindvieh, davon 60 Milchkühe und 35 Scheine beziffert.
1921 betrug der Tierbestand auf dem Vorwerk: 38 Pferde, 103 Stück Rindvieh, davon 55 Milchkühe, 9 Zugochsen und 10 Schweine. Ab diesem Jahr war Rudolf Zacher Pächter des Vorwerks in Rotberg und auch des Vorwerks in Karlshof. 1929 betrug der Tierbestand 40 Pferde und 104 Stück Rindvieh, davon 90 Milchkühe.

### Pächter des Vorwerks Rotzis
- 1817 bis 1831 Johann Friedrich Christian Romanus, Beamter[44][45][46]
- 1832 vacat
- (1833) 1834 bis 1839 Karl Christian Dierke, Amtmann[47][48]
- 1839 bis 1852 Karl Friedrich Ackermann, Pächter[49]
- 1857 Ernst Gustav Trieglaf, Pächter[50]
- 1861 bis 1874 (1875) Ernst Wilhelm Leopold Günther, Königl. Domainen-Pächter[51][52][53]
- (nach 1874) 1879 bis 1914 Wilhelm Zacher, Oberamtmann[39][40]
- 1896 Wilhelm Zacher[54]
- 1903 Wilhelm Zacher[55]
- 1907 Wilhelm Zacher, Amtsrat[56]
- 1910 Wilhelm Zacher[57]
- 1914 Wilhelm Zacher, Amtsrat[41]
- 1921 Rudolf Zacher[42]
- 1929 Rudolf Zacher, Pächter[43]

## Bau- und Bodendenkmale
Die Denkmalliste des Landes Brandenburg für den Landkreis Dahme-Spreewald verzeichnet ein Boden und ein Baudenkmal.

### Bodendenkmal
- Nr. 12104 Rotberg Flur 1, und 3: eine Siedlung der Bronzezeit, die Kirche aus dem deutschen Mittelalter, der Friedhof aus dem deutschen Mittelalter, die Kirche der Neuzeit, der Dorfkern aus dem deutschen Mittelalter, der Friedhof der Neuzeit, der Dorfkern der Neuzeit

### Baudenkmal
- Nr. 09140264 Rotberger Dorfstraße: die Dorfkirche Rotberg mit Kirchhof, Spritzenhaus und Grabmal für Wilhelm Zacher sowie Resten der Feldsteinmauer

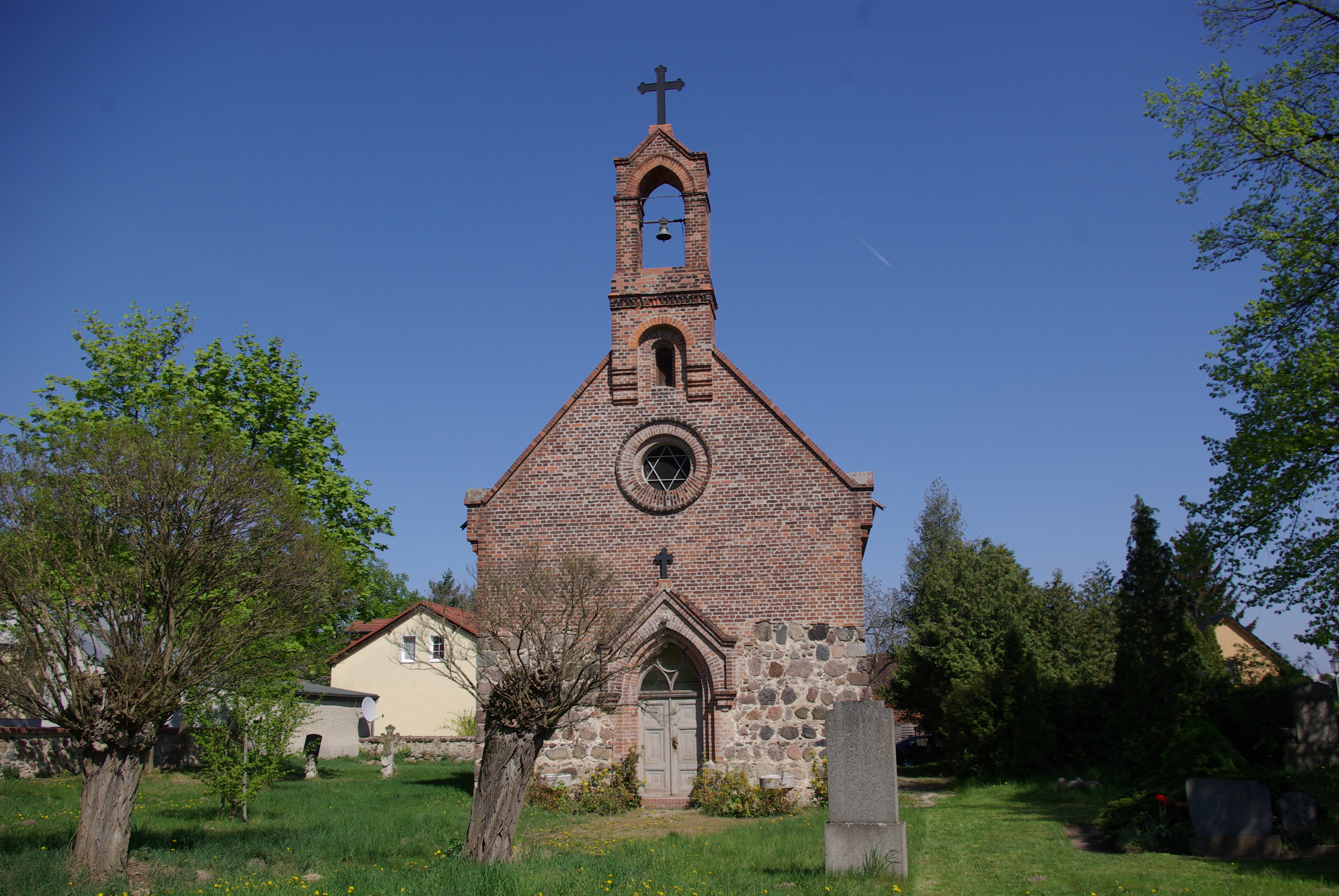
Dorfkirche

Die kleine Dorfkirche stammt aus der Mitte des 14. Jahrhunderts. Der Kirchturm wurde 1774 erbaut. Erheblich bauliche Veränderungen fanden 1860 statt. Die Kirche ist von älteren Grabmalen umgeben.

## Sport
Rotberg ist die historische Heimat des Rotberger SV Waltersdorf 1909, einem Sportverein, dessen Fußballabteilung 2012 den Aufstieg in die NOFV-Oberliga schaffte. Ab der Saison 2014/15 spielt sie in der Brandenburg-Liga.